# Верхний Ат-Урях
Верхний Ат-Урях — заброшенный посёлок городского типа в Ягоднинском районе Магаданской области России.
По данным переписи 2010 года населения нет.
Расстояние до административного центра района 75 км.

## История
Образован в 1953 году. Ранее входил в состав Северного горнопромышленного управления. Есть сведения, что до 1938 года прииск носил имя Эдуарда Берзина и был переименован в связи с расстрелом последнего. Позднее ему было возвращено имя первого директора Дапьстроя.
Именно здесь впервые на Колыме была применена гидравлическая установка, смонтирован и запущен терриконик, что существенно повысило производительность труда. В 1992 году прииск имени Берзина был реорганизован и стал карьером Ягоднинского ГОКа.

## Население
| 1959 | 1970  | 1979  | 1989  | 1994  | 2002 | 2009 |
| ---- | ----- | ----- | ----- | ----- | ---- | ---- |
| 5613 | ↘1179 | ↗1328 | ↘1258 | ↘1100 | ↘61  | ↘16  |
| 2010 | 2012  | 2016  | 2017  | 2018  | 2019 | 2020 |
| ↘0   | →0    | →0    | →0    | →0    | →0   | →0   |
| 2021 | 2023  |       |       |       |      |      |
| →0   | →0    |       |       |       |      |      |